# MAGIC (back numberのアルバム)
『MAGIC』（マジック）は、back numberの6枚目（メジャーでは5枚目）のアルバム。2019年3月27日にユニバーサルシグマより発売された。

## 解説
- 5thアルバム『シャンデリア』から約3年3ヶ月ぶりのリリース。
- シングル4曲、カップリング4曲、アルバム新曲4曲の構成である。
- 初回盤Aは、初の3大ドームツアー「back number dome tour 2018 "stay with you"」より、8月11日に行われた東京ドーム公演の模様全曲とメイキング映像を収録したDVD及び、Blu-rayが付属。
- 初回盤Bは、『MAGIC』収録曲（瞬き・大不正解・オールドファッション・HAPPY BIRTHDAY・ARTIST）のMVとロンドンでのオールロケーションでのメイキング映像を収録したDVD及び、Blu-rayが付属。
- 本作リリースを引っ提げ、全国アリーナツアー「back number NO MAGIC TOUR 2019」が開催された。
- 初回盤B・通常盤のジャケットアートワークには、Vo.の清水依与吏が撮影されたものである。

## 評価

### 批評
ロッキング・オンの高橋智樹は、本作を、「（清水が）『現状に抗い困惑する自分』そのものを虚飾なきロックとポップの燃料として楽曲と歌詞へ逆流させた結晶」と評し、清水依与吏というアーティストが己を批評し疑い、己自身と現実に抗うことで必死に前進してきた探求者であり、「僕らがback numberの音楽にロックを感じ、彼らの楽曲を信頼できる理由はまさにそこにこそある。」と語った。Real Soundの森智之は、本作を「“ヒット曲を次々と放つポップバンド”としてのイメージ、そして、“生々しい思いを放ちまくるロックバンド”としてのプライドを同時に体現した充実作」と評価した。

### 受賞
| 年   | 音楽賞                         | 結果            | 出典  |
| ---- | ------------------------------ | --------------- | ----- |
| 2020 | 第34回日本ゴールドディスク大賞 | ベスト5アルバム | [ 5 ] |

## チャート成績
『MAGIC』は、2019年4月8日付のオリコン週間ランキングでは初動165,896枚を売り上げ、週間1位にランクインした。また、Billboard Japan Hot Albumsでは、CDセールスとダウンロードの2部門を制覇する形で総合チャートにて初登場1位を獲得した。続く2週目も総合チャートで首位を維持。その後も好成績を保ち、11週連続で総合チャートTOP10入りを果たした。2020年11月現在でのチャートイン回数は85週にも上る。

## 収録曲
- 全作詞・作曲：清水依与吏、編曲：back number（特記以外）

1. 最深部
2. サマーワンダーランド
  - 19thシングル「オールドファッション」収録
3. 瞬き（編曲：back number & 小林武史）
  - 17thシングル
  - 映画『8年越しの花嫁 奇跡の実話』主題歌
4. あかるいよるに
  - キリンビールキリングリーンラベルCMソング
5. ARTIST
  - 17thシングル「瞬き」収録
6. オールドファッション（編曲：back number & 島田昌典）
  - 19thシングル
  - TBS系金曜ドラマ『大恋愛〜僕を忘れる君と』主題歌
7. ロンリネス
  - 18thシングル「大不正解」収録
8. 雨と僕の話 (編曲：back number & 亀田誠治)
9. エキシビジョンデスマッチ (編曲：back number & 村田昭)
  - 20thシングル「HAPPY BIRTHDAY」収録
10. monaural fantasy
11. HAPPY BIRTHDAY（編曲：back number & 小林武史）
  - 20thシングル
  - TBS系火曜ドラマ『初めて恋をした日に読む話』主題歌
12. 大不正解（編曲：back number & 蔦谷好位置）
  - 18thシングル
  - 映画『銀魂2 掟は破るためにこそある』主題歌

### 初回限定盤映像

#### A
- DVD×2 or Blu-ray
- 「back number dome tour 2018 "stay with you"」at TOKYO DOME 2018.8.11

本編
1. 瞬き
2. SISTER
3. ARTIST
4. 青い春
5. チェックのワンピース
6. エンディング
7. ハッピーエンド
8. ゆめなのであれば
9. 半透明人間
10. 海岸通り
11. 西藤公園
12. 重なり
13. クリスマスソング
14. ヒロイン
15. stay with me
16. 大不正解
17. MOTTO
18. スーパースターになったら

アンコール
1. ネタンデルタール人
2. ささえる人の歌
3. 高嶺の花子さん

特典映像
- making of back number dome tour 2018 "stay with you"

#### B
- DVD or Blu-ray
- music video clip

1. ARTIST
2. 瞬き
3. 大不正解
4. オールドファッション
5. HAPPY BIRTHDAY

- Making of SPECIAL PHOTO BOOK for NO MAGIC TOUR 2019

## チャートと売上
| チャート（2019年）              | 最高 順位 |
| ------------------------------- | --------- |
| Billboard Japan Hot Albums      | 1         |
| Billboard Japan Top Album Sales | 1         |
| Billboard Japan Download Albums | 1         |
| オリコン週間アルバムチャート    | 1         |

| チャート（2019年）              | 順位 |
| ------------------------------- | ---- |
| Billboard Japan Hot Albums      | 4    |
| Billboard Japan Download Albums | 7    |
| オリコン年間アルバムチャート    | 7    |
| チャート（2020年)               | 順位 |
| Billboard Japan Hot Albums      | 73   |
| Billboard Japa Download Albums  | 83   |

### 認定とセールス
| 国/地域                                             | 認定     | 認定/売上数                         |
| --------------------------------------------------- | -------- | ----------------------------------- |
| 日本 (RIAJ)                                         | プラチナ | 304,000（フィジカルCD) （オリコン） |
| 日本 (RIAJ)                                         | N/A      | 48,029（デジタル配信）（オリコン）  |
| * 認定のみに基づく売上数 ^ 認定のみに基づく出荷枚数 |          |                                     |